# Hertshooifamilie
De hertshooifamilie (Hypericaceae) is een familie van tweezaadlobbige kruidachtige planten, struiken en bomen. De familie komt wereldwijd voor.
De familie heeft een bewogen geschiedenis en wordt door verschillende taxonomen verschillend omschreven. Vaak wordt deze familie niet erkend: de planten worden dan bijgevoegd in de familie Guttiferae oftewel Clusiaceae: dit gebeurt onder meer in het Cronquist systeem (1981) en het APG-systeem (1998). Het APG II-systeem (2003) erkent de familie weer wel. Op de Angiosperm Phylogeny Website wordt uitgegaan van 560 soorten in negen geslachten. In Nederland komt het geslacht hertshooi (Hypericum) voor met meer dan tien soorten. 
De hertshooifamilie omvat de volgende geslachten:
- Cratoxylum
- Eliea
- Hypericum
- Harungana
- Lianthus
- Santomasia
- Thornea
- Triadenum
- Vismia